# Galea aponeurótica
La galea aponeurótica (aponeurosis epicraneal ) cubre la parte superior de cráneo; por detrás se une entre el intervalo de su unión con los occipitales, específicamente en la protuberancia occipital externa y en las líneas más altas del hueso occipital de la nuca; por la frente, forma una corta y pequeña prolongación entre la unión con los frontales. 
A ambos costados da lugar a los auriculares anterior y superior; en esta situación, pierde su carácter aponeurotico, y luego continua sobre la fascia temporal hasta el arco cigomático como una capa de tejido laminado areolar. 
Está relacionada íntimamente al interludio de la firme, densa, capa de grasa y fibra que forma la fascia superficial del cuero cabelludo: se encuentra conectada al pericranium por tejido celular flácido, que permite a la aponeurosis, llevar en él la corteza para movilizarse en una distancia considerable.

## Imágenes adicionales

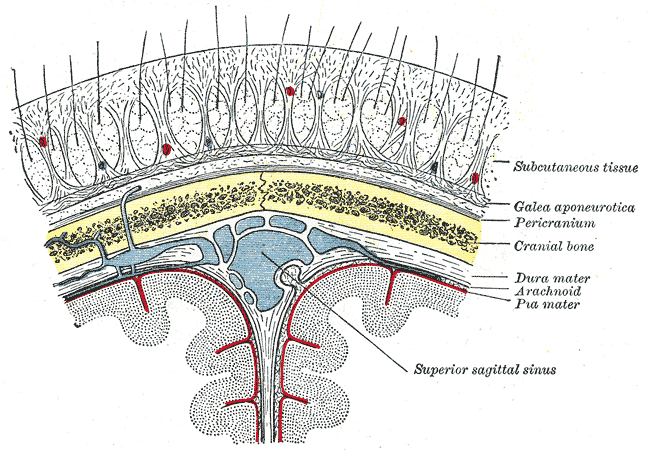
Sección diagramática

- Datos: Q1973755
- Multimedia: Galea aponeurotica / Q1973755